# Inhaus
Inhaus (francès Ignaux) és un municipi francès del departament de l'Arieja i la regió d'Occitània.